# Кеттл, Тони
Тони Кеттл (англ. Tony Kettle) — шотландский архитектор, основатель архитектурного бюро Kettle Collective, кавалер Ордена Дружбы РФ, дважды обладатель высшей королевской награды Великобритании в области бизнеса Queen’s Awards for Enterprise, лауреат премии Королевского института британских архитекторов RIBA Stirling Prize .
При участии Кеттла разработаны более двух десятков крупных международных архитектурных проектов.Среди наиболее известных: 
- Фолкеркское колесо в Шотландии [6]
- Высотный комплекс «Лахта центр» в Санкт-Петербурге [7]
- Парламент Шотландии (реконструкция) в Эдинбурге
- Центр солнечных инноваций в Дубае
- Башня «Эволюция» в Москве
- Университет Дьюка в Сингапуре

Кеттл долгое время работал в международном архитектурном бюро RMJM (руководитель британского отделения, директор европейского отделения, директор по дизайну международной группы). В 2012 году совместно с управляющим директором RMJM Колином Боуном основал архитектурное бюро Kettle Collective.
В России компания наиболее известна разработкой архитектурных концепций административного здания высотного комплекса «Лахта Центр» и небоскреба «Лахта Центр 2» высотой 703 метра.

## Проекты c участием Тони Кеттла
- Фолкеркское колесо, Шотландия

Первый в мире вращающийся судоподъемник, соединивший каналы Форт-Клайд и Юнион вместо шлюзовой системы. Колесо открыла Елизавета II в рамках празднования своего золотого юбилея. Объект завоевал семь архитектурных премий.
- Многофункциональный комплекс «Лахта Центр», Санкт-Петербург, Россия.

Новая штаб-квартира компании Газпром. Включает самый высокий небоскреб Европы (462 м) и самый северный мира. Комплекс – одна из наиболее экологичных построек: башня сертифицирована по стандарту LEED Platinum.
- Новый кампус колледжа Ньюкасла, Великобритания

Здание выстроено для новых направлений обучения и включает цифровой медиа-центр, художественные и танцевальные студии, театральные мастерские, выставочные пространства, дискуссионную палату.
- Дубайский международный конференц-центр, ОАЭ[12]

Комплекс включает восемь зданий, построенных в период с 1979 по 2008 год. World Trade Center авторства Кеттла (RMJM) – небоскреб высотой 184 м (149, 5 м по конструктиву), 39 этажей, в стиле модернизма. Здание является одним из наиболее известных в городе, изображено на банкноте в 100 дирхам.
- Парламент Шотландии, Эдинбург, Великобритания

Проект реализован в партнерстве с Энриком Мираллесом. Новое здание парламента является образцом «открытого неклассического и неиерархического» учреждения, интегрирует ландшафт и исторические строения – габионные стены из камней от предыдущих зданий, травяную кровлю, переходящую в парковую зону и т.д. Здание удостоено 11 архитектурных наград, включая RIBA Stirling Prize, престижную премию от королевского института британских архитекторов. Здание имеет высшую оценку по международной системе экологической сертификации BREEAM.
- Кампус-центр имени Бектона Дикинсона, Франклин-Лейкс, США[16]

Объект завоевал две архитектурные премии.
- Городская библиотека главных университетов Китая, Шэньчжэнь, Китай[17]

Библиотечный комплекс обслуживает сразу три университетских кампуса, расположенных по обе стороны канала. Здание действует как мост, соединяющий объекты, у которых раньше не было доступа друг к другу. Благодаря застекленные фасадам, библиотека защищена от солнца, осадков и может служить как обзорная площадка. Здесь размещено 1,5 миллиона книг и 3 000 мест для занятий. Проект завоевал три архитектурные премии, включая награду от Чикагского музея архитектуры и дизайна Athenaeum.
- Университет Дьюка/Высшая школа медицины Национального университета Сингапура[18]

Проект удостоен премии Американского института архитекторов.
- Башня Эволюция, Москва, Россия[19] Проект реализован в партнерстве с компанией Горпроект. Небоскреб высотой 246 м. Каждый этаж башни поворачивается на 3 градуса по отношению к нижнему, в общей сложности угол поворота составляет 135 градусов. Башня входит в список 30 высочайших спиралевидных небоскребов в мире (CTBUH).
- Капитальные ворота, Абу-Даби, ОАЭ
- Центр солнечных инноваций для управления энергетики и водоснабжения Дубая, ОАЭ
- Mint Hotel, Великобритания
- Вудхорн, Музей Нортумберленда, Архив и Кантри-Парк, Великобритания
- Аль-Мудж, Оман
- Модульные жилые дома Ecoliv, Великобритания
- Насидж Доступное Жилье, Ближний Восток
- Прибрежный город в Бейрут

## Награды
- Орден Дружбы (6 апреля 2021 года, Россия) — за большой вклад в укрепление сотрудничества между российскими и иностранными специалистами в сфере архитектуры, проектирования и гражданского строительства[20].